# Marion Mack
Joey Marion McCreery Lewyn, coneguda professionalment com a Marion Mack (Mammoth, Utah, 8 d'abril de 1902 – Costa Mesa, Califòrnia, 1r de maig de 1989), fou una actriu i guionista de cinema mut estatunidenca, coneguda principalment pel seu paper d'Annabelle Lee a la pel·lícula de Buster Keaton El maquinista de la General (1926).

## Trajectòria
Joey Marion McCreery va néixer a Mammoth, un petit poble del nord-est de l'estat de Utah, als Estats Units. Després de graduar-se a l'escola de secundària, va enviar una carta i una fotografia al productor i director de cinema canadenc Mack Sennett per expressar el seu desig de ser actriu. El gerent de Sennett va respondre la carta de Joey Marion informant-lo que li farien una entrevista si es presentés a Hollywood. McCreery, el seu pare i la seva madrastra van viatjar a Hollywood poc després i es van colar als Keystone Studios de Sennett. Molt per descontentament del seu pare, la jove Joey Marion va ser contractada per Sennett com a "bellesa de bany" per 25 dòlars a la setmana. El seu debut cinematogràfic va ser a On a Summer Day (1921).
A les pel·lícules, McCreery inicialment utilitzava el seu nom real. Entre el 1921 i el 1922 va utilitzar el nom artístic d'"Elinor Lynn" en diversos curtmetratges dirigits per Jack White, al costat dels actors Lige Conley i Jimmie Adams. Cap al 1923, ja havia adoptat el nom artístic de "Marion Mack". Després d'haver aparegut en diversos curtmetratges de Sennett, va deixar els Keystone Studios i va signar amb Mermaid Pictures per 100 dòlars a la setmana. Mentre era a Mermaid Pictures, va aparèixer en diversos curtmetratges de comèdia i va treballar també amb Universal Studios, on va tenir papers en diversos westerns. Mack va tornar a Mermaid Pictures després d'un any. El 1923, va coescriure i va aparèixer en una pel·lícula semiautobiogràfica, Mary of the Movies. Al llarg del temps, va acabar adoptant, definitivament, el nom artístic de "Marion Mack". Mary of the Movies va esdevenir un gran èxit de taquilla i Mack va passar a tenir papers de protagonista en films slapstick com One of the Bravest (1925) i Carnival Girl (1926). El 1926 va protagonitzar, al costat de Buster Keaton, el film d'aventures The General, un film còmic de persecució en vies de trens que té lloc durant de la Guerra Civil dels Estats Units. La pel·lícula va tenir un èxit moderat, però no va aconseguir beneficis, ja que el pressupost havia estat més elevat. Mack va aparèixer a la seva darrera pel·lícula, Alice in Movieland, el 1928.
Mack va abandonar l'actuació després de presentar-se a Alice a Movieland perquè considerava els períodes de rodatge de les pel·lícules excessivament llargs (per exemple, el període de rodatge de The General es va allargar sis mesos, a l'estat d'Oregon). Després de retirar-se de l'actuació, Mack va començar la seva carrera com a guionista i va escriure guions per a curtmetratges per a Metro-Goldwyn-Mayer i Warner Bros, tots produïts pel marit de Mack, el productor Louis Lewyn. Un d'aquests curtmetratges va ser dirigit per Buster Keaton, Streamlined Swing (1938).
Als anys quaranta, els curtmetratges van començar a tenir menys audiència i la salut del seu marit començava a deteriorar-se. Així que, el 1949, va iniciar una altra carrera com a agent immobiliari al comtat d'Orange, Califòrnia. Mack i el seu marit es van establir a Costa Mesa, Califòrnia. La parella, que s'havia casat el 1923 i que havia tingut un fill, Lannie, també posseïa una finca a Beverly Hills i continuà socialitzant amb les persones que van conèixer quan treballaven a la indústria cinematogràfica, incloses Rudy Vallee i Clara Bow. El marit de Marion va morir el 1969, mentre que Marion Mack va morir d'insuficiència cardíaca el 1r de maig de 1989 a Costa Mesa, als 87 anys i va ser enterrada a Corona del Mar, Newport Beach.

## Filmografia

### Com a actriu
- 1921: On a Summer Day d'Albert Austin (curtmetratge, acreditada com a «Joey McCreery»).
- 1921 : Reputation de Stuart Paton: una ingènua (acreditada com a «Joey McCreery»).
- 1921 : The Cowpuncher's Comeback de Edward Laemmle: Betty Thompson (acreditada com a «Joey McCreery»).
- 1923: Mary of the Movies de John McDermott: Mary.
- 1925: One of the Bravest de Frank O'Connor: Sarah Levin.
- 1926: The Carnival Girl de Cullen Tate: Nanette.
- 1927: El maquinista de la General (The General) de Buster Keaton: Annabelle Lee.
- 1928: Alice in Movieland (curtmetratge).

### Com a guionista
- 1923: Mary of the Movies de John McDermott.
- 1938: Streamlined Swing de Buster Keaton.
- 1940: Rodeo Dough de Sammy Lee.[10]